# Paysafe
Paysafe Group PLC (bis November 2015 Optimal Payments, vormals auch Neovia Financial) ist ein Zahlungsdienstleister mit Sitz auf der Isle of Man im Vereinigten Königreich. Er bietet Zahlungsdienste im Bereich der Abwicklung und der Wertaufbewahrung (E-Wallet) direkt unter der Marke Paysafe oder unter Tochtermarken, wie beispielsweise PaysafeCard, Skrill und Neteller an.
Das ursprünglich namensgebende Unternehmen paysafecard wurde 2000 in Wien gegründet. Es wurde 2013 von Skrill und im August 2015 zusammen mit Skrill von der damaligen Optimal Payments Group übernommen, die sich ihrerseits im November 2015 in Paysafe Group umbenannte.

## Geschichte

### Ursprung als Neteller
Das Unternehmen entstand 1999 durch Stephen Lawrence in Calgary/Kanada unter dem Namen Neteller als E-Wallet. Das Unternehmen siedelte 2004 ins Vereinigte Königreich (auf die Insel Man) um und war seit April 2004 an der Londoner Börse im Segment AIM notiert, nachdem sie durch den IPO GBP 35 Mio. Kapital aufgenommen hatte; die anfängliche Kapitalisierung zum Ausgabepreis lag bei GBP 240 Mio.
Im Oktober 2005 erfolgte der Kauf der 1996 gegründeten Zahlungsplattform Netbanx.
Neteller war ursprünglich auf die Bearbeitung von Zahlungen an Glücksspielanbieter ausgerichtet. Etwa 80 % der größeren Anbieter nutzten den Service von Neteller und fast 95 % des Umsatzes kam durch Überweisungen zu Glücksspielanbietern, vorwiegend durch Kunden in den USA, zustande.
Im Januar 2007 wurden Stephen Lawrence, Gründer von Neteller, sowie eine weitere ehemalig Führungskraft wegen der in den USA untersagten Verwicklung im Glücksspiel verhaftet und wegen Geldwäsche angeklagt
und Neteller wurde zu einem Rückzug vom US-Markt gezwungen, was zu einem starken Einbruch der Umsätze und Gewinne führte. Die Umsätze durch berechnete Gebühren fielen von $239 Millionen (2006) auf $61 Millionen (2010).
Der ursprüngliche Unternehmensname Neteller wurde im November 2008 in Neovia Financial geändert, um das Unternehmen von den angebotenen Produktmarken Neteller, Netbanx und Net+ (einer Prepaid-Mastercard) abzugrenzen. Nach dem Kauf im Januar 2011 einer kanadischen Zahlungsplattform Optimal Payments firmierte Neovia Financial auf Optimal Payments um. Im August 2011 übernahm zudem der Gründer und ehemalige CEO der gekauften Optimal Payments, Joel Leonoff, die Führung der gesamten Gruppe.

### Paysafecard und Skrill
Parallel wurde im März 2000 die paysafecard.com Wertkarten AG in Wien gegründet mit der Absicht, ein Prepaid-Zahlungsmittel für das Internet zu entwickeln. Ab September 2000 war paysafecard in Österreich als Zahlungsmittel verfügbar, Ende Mai 2001 auch in Deutschland.
2006 startete paysafecard das operative Geschäft in Großbritannien, Spanien, Griechenland, Slowenien und der Slowakei. 2007 überstieg die Zahl der mit paysafecard durchgeführten Transaktionen erstmals 10 Millionen.
2008 erhielt die britische Tochter von der Aufsichtsbehörde, FSA, eine Lizenz als E-Geld-Institut mit Gültigkeit in der gesamten EU. In den folgenden Jahren startete paysafecard mit dieser Lizenz in weiteren europäischen Ländern.
Ebenfalls 2008 erhielt die Schweizer Tochter von der Schweizer Finanzmarktaufsicht (Finma) eine Lizenz als Finanzintermediär. Diese Lizenz wird für internationale Expansion außerhalb der EU verwendet.
Im August 2011 übernahm paysafecard den niederländischen Mitbewerber Wallie.
Im Februar 2013 wurde paysafecard für EUR 140 Mio. vom britischen Anbieter Skrill erworben.
Skrill hatte schon 2011 das österreichische Unternehmen payolution kurz nach dessen Lancierung übernommen – einen Dienstleister für Onlineshops, der Zahlungsmethoden zu Kauf auf Rechnung und Ratenzahlung anbietet. Skrill, paysafecard und payolution waren fortan die Marken der Skrill Group. Im November 2014 kaufte Skrill auch den britischen Konkurrenten Ukash und verschmolz ihn mit paysafecard.

### Entstehung der Paysafe Gruppe
Die Skrill Group samt paysafecard wurde im August 2015 von der Optimal Payments-Gruppe übernommen, die mit Neteller einen direkten Konkurrenten zu Skrill stellte. Im November 2015 vollzog die Optimal Payments Group ein umfangreiches Rebranding zur Paysafe Group. Paysafecard ist seither neben Neteller, Skrill, Payolution und dem gleichfalls 2015 erworbenen kanadischen Unternehmen FANS Entertainment eine Tochterfirma der Paysafe Group; alle führen jetzt im Markenlogo den Zusatz „A Paysafe Company“. Andere frühere Marken der Gruppe, wie die Zahlungsplattform Netbanx, werden hingegen direkt unter der Marke Paysafe angeboten. Ab Dezember 2015 notierte die neue Paysafe Gruppe am Hauptsegment der Börse von London (nachdem sie vorher lediglich am unteren Börsensegment AIM angesiedelt war); ab März 2016 notierte sie im FTSE 250 Index. Im Dezember 2017 wurde die Paysafe Group von einem Konsortium der Private-Equity-Gesellschaften Blackstone und CVC Capital Partners übernommen. Diese Übernahme bedeutete auch das Ende der einstmaligen Börsennotierung.